# 2012 en animation asiatique
Voir aussi: 2012 au cinéma - 2012 à la télévision
2011 en animation asiatique - 2012 en animation asiatique - 2013 en animation asiatique

## Festivals et conventions
- 4 au 5 février : Paris Manga 2012 (13e édition)
- 5 au 8 juillet : Japan Expo (13e impact)
- 15 au 16 septembre : Paris Manga 2012 (14e édition)
- 2 au 4 novembre : Japan Expo Belgium
- 1 au 2 décembre : Toulouse Game Show 2012

## Récompenses
- Liste des résultats des Japan Expo Awards

## Principales diffusions en France

### Films
- 11 janvier : La Colline aux coquelicots
- 6 juillet : Naruto Shippuden: Blood Prison (diffusé à Japan Expo)
- 29 août : Les Enfants Loups, Ame & Yuki

### Séries télévisées
- 15 février : Saint Seiya : Chapitre Hadès (arc Elysion) (sur Mangas)
- mars : diffusion des animes Marvel sur Game One (Iron Man, X-Men, Blade et Wolverine)
- 4 mai : Deadman Wonderland (sur Nolife)

## Principales diffusions au Japon

### Films
- 14 juillet : Magical Girl Lyrical Nanoha The Movie 2nd A's
- 14 juillet : Pokémon, le film : Kyurem vs la Lame de la justice
- 21 juillet : Les Enfants loups, Ame et Yuki
- 28 juillet : Naruto Shippuden: Road to Ninja
- 18 août : Fairy Tail : La Prêtresse du phœnix
- 15 décembre : One Piece Film Z
- 28 décembre : Blue Exorcist: Gekijōban

### OAV
- 17 février : Fairy Tail: Memory Days
- 14 avril : Détective Conan : Le Onzième Attaquant
- 27 juillet : Code Geass: Nunnally in Wonderland
- 4 août : Code Geass Gaiden: Bokōku no Akito

### Séries télévisées
- 6 janvier : Senki Zesshō Symphogear
- 7 janvier : Area no Kishi
- 10 janvier : Another
- 12 janvier : Thermae Romae
- 3 février : Black Rock Shooter
- 1er avril : Saint Seiya Omega
- 2 avril : Zetman
- 3 avril : Naruto SD: Rock Lee no seishun full-power ninden
- 4 avril : Médaka Box
- 5 avril : Sankarea
- 7 avril : Kuroko's Basket
- 7 avril : Battle Spirits: Sword Eyes
- 7 juillet : Tanken Driland
- 3 octobre : Chu-2 byo demo KOI ga shitai
- 4 octobre : BTOOOM!
- 5 octobre : JoJo's Bizarre Adventure
- 5 octobre : To Love-ru Darkness
- 6 octobre : Bakuman. (saison 3)
- 7 octobre : Magi
- 10 octobre : Médaka Box Abnormal (saison 2)
- 12 octobre : Psycho-Pass
- 21 décembre : Mobile Suit Gundam SEED DESTINY HD Remaster Project

### Drama
- 12 avril : Détective Conan Drama spécial : Shinichi Kudo et l'affaire du meurtre du Shinsengumi de Kyoto
- 3 octobre : diffusion sur Nippon TV du premier épisode de l'adaptation drama du manga Sugarless

## Principaux décès
- Noboru Ishiguro (réalisateur)
- 9 avril : Takeshi Aono (seiyū)
- 17 octobre : Kōji Wakamatsu